# Sœur Jacques-Marie
 (novembre 2015).
Si vous disposez d'ouvrages ou d'articles de référence ou si vous connaissez des sites web de qualité traitant du thème abordé ici, merci de compléter l'article en donnant les références utiles à sa vérifiabilité et en les liant à la section « Notes et références ».
Sœur Jacques-Marie (Fontainebleau, 21 janvier 1921 - Bidart, 26 septembre 2005), de son vrai nom Monique Bourgeois, est une religieuse française, membre des dominicaines de Monteils, qui avait servi de modèle pour Henri Matisse, et encouragé l'artiste à concevoir la chapelle du Rosaire de Vence.

## Biographie
Monique Bourgeois est élève infirmière à Nice en 1942, lorsqu'elle apprend qu'un peintre nommé Matisse cherche une infirmière. Elle devient son modèle et plusieurs dessins sont réalisés ainsi que quatre peintures : Monique, et L’Idole (1942) ; La Robe verte et les oranges (1943) et Tabac royal (1943). Elle l'assiste aussi pour le manuscrit « Jazz ». En 1943, Matisse s’installe à Vence dans la Villa « Le Rêve » tandis que Monique Bourgeois est pensionnaire chez les dominicaines de Notre-Dame du Rosaire de Vence ; elle décide d'entrer dans cette congrégation l'année suivante en prenant le nom de Sœur Jacques-Marie.
Les sœurs dominicaines de Vence ne disposent que d’un ancien garage en délabrement comme lieu de culte. En 1947, elles décident donc de construire une chapelle. Sœur Jacques-Marie dessine en août un projet de vitrail représentant l’Assomption. Elle le montre à Matisse qui l’encourage à faire réaliser ce dessin en vitrail. Fin 1947, le frère dominicain Rayssiguier visite les sœurs de Vence car il est l’architecte de leur future chapelle. Il rencontre Matisse et élabore avec ce denier l’essentiel du projet de la chapelle. Matisse dira le lendemain à la sœur : « Je vais construire votre chapelle et je me charge des vitraux ! ». Il prend souvent l'avis de Sœur Jacques-Marie, qui reste pour lui l'initiatrice de la chapelle. À la demande de Matisse, elle réalise une maquette en contreplaqué de la chapelle d’après les plans du frère.
Elle a souvent raconté sa vie, notamment dans une autobiographie et dans un film américain de Barbara Freed, diffusé sur France 5 en 2004. Elle décède au centre de rééducation fonctionnelle Les Embruns de Bidart, qu'elle dirige depuis trente-sept ans. Elle est inhumée le 1er octobre 2005 à Vence.